# Peimar Volley 2019-2020
Questa voce raccoglie le informazioni riguardanti il Peimar Volley nelle competizioni ufficiali della stagione 2019-2020.

## Stagione
La Peimar, fondata nell'estate 2019, partecipa al campionato di Serie A2, grazie all'acquisto del titolo sportivo dal Massa. Le scelta dell'allenatore cade su Flavio Gulinelli; oltre all'acquisto di alcuni giocatori provenienti dal Calci, città sede della società, arrivano in Toscana Leandro Mosca, François Lecat, Manuel Coscione, Andrea Argenta, Rocco Barone, Federico Tosi e Michele Fedrizzi.
Il campionato si apre con la sconfitta in casa dell'Emma Villas, a cui fanno poi seguito sette vittorie consecutive: dopo aver perso contro la New Mater, la Peimar vince le ultime due gare del girone di andata, chiudendo al secondo posto in classifica e ottenendo la qualificazione alla Coppa Italia di Serie A2/A3. Il girone di ritorno si apre con tre sconfitte di fila, per poi ottenere una serie di risultati altalenanti. A seguito del diffondersi della pandemia di COVID-19 in Italia, il campionato viene prima interrotto e poi definitivamente sospeso: al momento della sospensione la Piemar occupa la quinta posizione in classifica.
Grazie al secondo posto in classifica al termine della regular-season della Serie A2, la Peimar partecipa alla Coppa Italia di Serie A2/A3: viene eliminata ai quarti di finale a causa della sconfitta contro la M&G.

## Organigramma societario
Area direttiva
- Presidente: Marco Casale
- Direttore generale: Claudio Galli (fino al 17 ottobre 2019)

Area organizzativa
- Direttore sportivo: Luca Berti
- Team manager: Stefano Consani
- Segreteria generale: Simona Mallia

Area tecnica
- Allenatore: Flavio Gulinelli
- Allenatore in seconda: Riccardo Grassini
- Scout man: Leonardo Ceccarini
- Responsabile settore giovanile: Marco Rossi

Area comunicazione
- Responsabile comunicazioni: Valentina Panicucci
- Ufficio stampa: Valentina Panicucci

Area marketing
- Responsabile ufficio marketing: Valentina Panicucci

Area sanitaria
- Medico: Alessandro Cerrai
- Preparatore atletico: Fabrizio Ceci
- Fisioterapista: Nicola Pardini

## Rosa
| N° | Nome               | Ruolo | Data di nascita   | Nazionalità sportiva |
| -- | ------------------ | ----- | ----------------- | -------------------- |
| 1  | François Lecat     | S     | 19 aprile 1993    | Belgio               |
| 2  | Manuel Coscione    | P     | 29 gennaio 1980   | Italia               |
| 3  | Andrea Argenta     | O     | 1º giugno 1996    | Italia               |
| 4  | Ivan Zanettin      | O     | 26 luglio 1997    | Italia               |
| 5  | Filippo Ciulli     | P     | 7 luglio 1994     | Italia               |
| 6  | Simone Nicotra     | S     | 1º aprile 1995    | Italia               |
| 7  | Leonardo Razzetto  | C     | 15 aprile 1991    | Italia               |
| 8  | Francesco Sideri   | S     | 10 marzo 1994     | Italia               |
| 9  | Rocco Barone       | C     | 14 dicembre 1987  | Italia               |
| 10 | Federico Tosi      | L     | 18 settembre 1991 | Italia               |
| 11 | Gian Maria De Muro | L     | 8 giugno 1996     | Italia               |
| 12 | Leandro Mosca      | C     | 5 settembre 2000  | Italia               |
| 15 | Michele Fedrizzi   | S     | 21 maggio 1991    | Italia               |

## Mercato
| Acquisti | Acquisti           | Acquisti          | Acquisti   |
| R.       | Nome               | da                | Modalità   |
| -------- | ------------------ | ----------------- | ---------- |
| O        | Andrea Argenta     | Porto Robur Costa | definitivo |
| C        | Rocco Barone       | Top Volley Latina | definitivo |
| P        | Filippo Ciulli     | Calci             | definitivo |
| P        | Manuele Coscione   | Arago de Sète     | definitivo |
| L        | Gian Maria De Muro | Massa             | definitivo |
| S        | Michele Fedrizzi   | Marconi           | definitivo |
| S        | François Lecat     | Narbonne          | definitivo |
| C        | Leandro Mosca      | Club Italia       | definitivo |
| S        | Simone Nicotera    | Calci             | definitivo |
| C        | Leonardo Razzetto  | Calci             | definitivo |
| S        | Francesco Sideri   | New Real Gioia    | definitivo |
| L        | Federico Tosi      | Top Volley Latina | definitivo |
| O        | Ivan Zanettin      | Impavida Ortona   | definitivo |

## Risultati

### Serie A2

#### Girone di andata
| 1ª giornata - 20 ottobre 2019 PalaMensSana, Siena                  | Emma Villas       | 3 - 2 | Peimar              | 22-25, 21-25, 25-16, 25-18, 15-13 |
| 2ª giornata - 27 ottobre 2019 PalaParenti, Santa Croce sull'Arno   | Peimar            | 3 - 1 | Olimpia Bergamo     | 23-25, 25-20, 28-26, 25-20        |
| 3ª giornata - 3 novembre 2019 PalaParenti, Santa Croce sull'Arno   | Peimar            | 3 - 2 | Rinascita Lagonegro | 25-17, 19-25, 25-23, 21-25, 15-9  |
| 4ª giornata - 10 novembre 2019 PalaManera, Mondovì                 | Mondovì           | 2 - 3 | Peimar              | 22-25, 22-25, 29-27, 25-23, 11-15 |
| 5ª giornata - 3 dicembre 2019 PalaParenti, Santa Croce sull'Arno   | Peimar            | 3 - 1 | Materdomini         | 25-15, 25-22, 24-26, 25-13        |
| 6ª giornata - 24 novembre 2019 PalaParini, Cantù                   | Libertas Brianza  | 2 - 3 | Peimar              | 25-22, 24-26, 30-28, 21-25, 11-15 |
| 7ª giornata - 1º dicembre 2019 PalaSanFilippo, Brescia             | Atlantide Brescia | 1 - 3 | Peimar              | 18-25, 12-25, 25-19, 19-25        |
| 8ª giornata - 7 dicembre 2019 PalaParenti, Santa Croce sull'Arno   | Peimar            | 3 - 1 | Tricolore           | 25-10, 25-17, 22-25, 25-16        |
| 9ª giornata - 15 dicembre 2019 PalaGrotte, Castellana Grotte       | New Mater         | 3 - 0 | Peimar              | 25-20, 25-16, 25-22               |
| 10ª giornata - 22 dicembre 2019 PalaParenti, Santa Croce sull'Arno | Peimar            | 3 - 1 | Impavida Ortona     | 21-25, 25-22, 25-19, 25-23        |
| 11ª giornata - 26 dicembre 2019 PalaParenti, Santa Croce sull'Arno | Lupi Santa Croce  | 1 - 3 | Peimar              | 15-25, 25-20, 21-25, 19-25        |

#### Girone di ritorno
| 12ª giornata - 5 gennaio 2020 PalaParenti, Santa Croce sull'Arno   | Peimar              | 0 - 3 | Emma Villas       | 23-25, 18-25, 19-25               |
| 13ª giornata - 12 gennaio 2020 Palazzetto dello sport, Bergamo     | Olimpia Bergamo     | 3 - 2 | Peimar            | 22-25, 23-25, 25-22, 25-19, 15-9  |
| 14ª giornata - 19 gennaio 2020 PalaCorigliano, Corigliano-Rossano  | Rinascita Lagonegro | 3 - 1 | Peimar            | 25-23, 25-20, 26-28, 25-23        |
| 15ª giornata - 26 gennaio 2020 PalaParenti, Santa Croce sull'Arno  | Peimar              | 3 - 1 | Mondovì           | 25-22, 19-25, 25-23, 25-14        |
| 16ª giornata - 1º febbraio 2020 PalaGrotte, Castellana Grotte      | Materdomini         | 3 - 1 | Peimar            | 21-25, 25-23, 25-20, 25-23        |
| 17ª giornata - 9 febbraio 2020 PalaParenti, Santa Croce sull'Arno  | Peimar              | 3 - 0 | Libertas Brianza  | 25-15, 25-19, 25-17               |
| 18ª giornata - 16 febbraio 2020 PalaParenti, Santa Croce sull'Arno | Peimar              | 2 - 3 | Atlantide Brescia | 25-19, 23-25, 25-21, 19-25, 13-15 |
| 19ª giornata - 1º marzo 2020 PalaBigi, Reggio Emilia               | Tricolore           | -     | Peimar            | annullata                         |
| 20ª giornata - 8 marzo 2020 PalaParenti, Santa Croce sull'Arno     | Peimar              | 2 - 3 | New Mater         | 19-25, 25-17, 14-25, 25-20, 13-15 |
| 21ª giornata - 15 marzo 2020 Palasport Comunale, Ortona            | Impavida Ortona     | -     | Peimar            | annullata                         |
| 22ª giornata - 22 marzo 2020 PalaParenti, Santa Croce sull'Arno    | Peimar              | -     | Lupi Santa Croce  | annullata                         |

### Coppa Italia di Serie A2

#### Fase a eliminazione diretta
| Quarti di finale - 15 gennaio 2020 PalaParenti, Santa Croce sull'Arno | Peimar | 1 - 3 | M&G | 25-21, 24-26, 24-26, 22-25 |

## Statistiche

### Statistiche di squadra
| Competizione                | Punti | In casa | In casa | In casa | In trasferta | In trasferta | In trasferta | Totale | Totale | Totale |
| Competizione                | Punti | G       | V       | P       | G            | V            | P            | G      | V      | P      |
| --------------------------- | ----- | ------- | ------- | ------- | ------------ | ------------ | ------------ | ------ | ------ | ------ |
| Serie A2                    | 34    | 19      | 11      | 8       | 10           | 7            | 3            | 9      | 4      | 5      |
| Coppa Italia di Serie A2/A3 | -     | 1       | 0       | 1       | -            | -            | -            | 1      | 0      | 1      |
| Totale                      | -     | 20      | 11      | 9       | 11           | 7            | 4            | 9      | 4      | 5      |

G = partite giocate; V = partite vinte; P = partite perse

### Statistiche dei giocatori
| Giocatore   | Serie A2 | Serie A2 | Serie A2 | Serie A2 | Serie A2 | Coppa Italia di Serie A2/A3 | Coppa Italia di Serie A2/A3 | Coppa Italia di Serie A2/A3 | Coppa Italia di Serie A2/A3 | Coppa Italia di Serie A2/A3 | Totale | Totale | Totale | Totale | Totale |
| Giocatore   | P        | PT       | AV       | MV       | BV       | P                           | PT                          | AV                          | MV                          | BV                          | P      | PT     | AV     | MV     | BV     |
| ----------- | -------- | -------- | -------- | -------- | -------- | --------------------------- | --------------------------- | --------------------------- | --------------------------- | --------------------------- | ------ | ------ | ------ | ------ | ------ |
| A. Argenta  | 19       | 296      | 260      | 29       | 7        | 1                           | 19                          | 18                          | 1                           | 0                           | 20     | 315    | 278    | 30     | 7      |
| R. Barone   | 19       | 173      | 124      | 39       | 10       | 1                           | 13                          | 9                           | 3                           | 1                           | 20     | 186    | 133    | 42     | 11     |
| F. Ciulli   | 18       | 1        | 0        | 0        | 1        | 1                           | 0                           | 0                           | 0                           | 0                           | 19     | 1      | 0      | 0      | 1      |
| M. Coscione | 19       | 34       | 15       | 11       | 8        | 1                           | 3                           | 0                           | 3                           | 0                           | 20     | 37     | 15     | 14     | 8      |
| G. De Muro  | 4        | 0        | 0        | 0        | 0        | 0                           | 0                           | 0                           | 0                           | 0                           | 4      | 0      | 0      | 0      | 0      |
| M. Fedrizzi | 17       | 297      | 238      | 21       | 38       | 1                           | 25                          | 23                          | 1                           | 1                           | 18     | 322    | 261    | 22     | 39     |
| F. Lecat    | 19       | 227      | 180      | 27       | 20       | 1                           | 9                           | 8                           | 1                           | 0                           | 20     | 236    | 188    | 28     | 20     |
| L. Mosca    | 19       | 158      | 102      | 49       | 7        | 1                           | 4                           | 2                           | 1                           | 1                           | 20     | 162    | 104    | 50     | 8      |
| S. Nicotra  | 13       | 20       | 19       | 0        | 1        | 1                           | 0                           | 0                           | 0                           | 0                           | 14     | 20     | 19     | 0      | 1      |
| L. Razzetto | 3        | 6        | 4        | 2        | 0        | 1                           | 0                           | 0                           | 0                           | 0                           | 4      | 6      | 4      | 2      | 0      |
| F. Sideri   | 10       | 47       | 37       | 5        | 5        | 1                           | 0                           | 0                           | 0                           | 0                           | 11     | 47     | 37     | 5      | 5      |
| F. Tosi     | 18       | 0        | 0        | 0        | 0        | 1                           | 0                           | 0                           | 0                           | 0                           | 19     | 0      | 0      | 0      | 0      |
| I. Zanettin | 8        | 26       | 22       | 2        | 2        | 0                           | 0                           | 0                           | 0                           | 0                           | 8      | 26     | 22     | 2      | 2      |

P = presenze; PT = punti totali; AV = attacchi vincenti; MV = muri vincenti; BV = battute vincenti